# Pierwszy rząd Micheála Martina
Pierwszy rząd Micheála Martina – rząd Irlandii funkcjonujący od 27 czerwca 2020 do 17 grudnia 2022, będący gabinetem większościowym tworzonym przez koalicję Fianna Fáil (FF), Fine Gael (FG) i Partię Zielonych (GP). Zastąpił pierwszy rząd Leo Varadkara.
W wyborach parlamentarnych z 8 lutego 2020 podobną liczbę mandatów uzyskały FF, Sinn Féin i rządząca dotąd FG. Wyniki tych wyborów spowodowały trudności w stworzeniu większościowej koalicji rządowej, co doprowadziło do długotrwałych negocjacji. Koalicję ostatecznie zawarły Fianna Fáil oraz Fine Gael (konkurujące ze sobą przez wiele lat), a także Partia Zielonych. W ramach porozumienia ustalono, że na czele gabinetu stanie lider FF Micheál Martin, a pod koniec 2022 zastąpi go Leo Varadkar, przywódca FG i dotychczasowy premier. Porozumienie zostało ostatecznie zatwierdzone przez trzy ugrupowania 26 czerwca 2020. Następnego dnia Dáil Éireann powołała Micheála Martina na urząd premiera; za jego kandydaturą zagłosowało 93 posłów (z partii koalicyjnych oraz część niezależnych). Jeszcze tego samego dnia lider FF został zaprzysiężony przez prezydenta, a także ogłosił skład swojego rządu.
Zgodnie z umową koalicyjną Micheál Martin złożył rezygnację 17 grudnia 2022. Tego samego dnia na stanowisko premiera powrócił Leo Varadkar, który utworzył swój drugi gabinet.

## Skład rządu
Premier i ministrowie
- Taoiseach: Micheál Martin (FF)
- Tánaiste, minister przedsiębiorczości, handlu i zatrudnienia: Leo Varadkar (FG)
- Minister środowiska, klimatu i komunikacji, minister transportu: Eamon Ryan (GP)
- Minister finansów: Paschal Donohoe (FG)
- Minister ds. wydatków publicznych i reform: Michael McGrath (FF)
- Minister spraw zagranicznych i minister obrony: Simon Coveney (FG)
- Minister zdrowia: Stephen Donnelly (FF)
- Minister ds. mediów, turystyki, sztuki, kultury i sportu oraz odpowiedzialny za Gaeltacht: Catherine Martin (GP)
- Minister sprawiedliwości: Helen McEntee (FG, do kwietnia 2021), Heather Humphreys (FG, od kwietnia do listopada 2021), Helen McEntee (FG, od listopada 2021 do listopada 2022)[6][7][8], Heather Humphreys (FG, od listopada 2022)[8]
- Minister ds. dzieci, niepełnosprawnych, równości i integracji: Roderic O’Gorman (GP)
- Minister edukacji: Norma Foley (FF)
- Minister mieszkalnictwa, samorządów i dziedzictwa: Darragh O’Brien (FF)
- Minister rolnictwa, żywności i gospodarki morskiej: Barry Cowen (FF, do lipca 2020), Dara Calleary (FF, od lipca do sierpnia 2020), Charlie McConalogue (FF, od września 2020)
- Minister szkolnictwa wyższego, innowacji i badań naukowych: Simon Harris (FG)
- Minister ochrony socjalnej, rozwoju obszarów wiejskich i wysp: Heather Humphreys (FG)
- Minister bez teki: Helen McEntee (FG, od kwietnia do listopada 2021, od listopada 2022)[6][7][8]

Uczestnicy posiedzeń gabinetu bez prawa głosu
- Government chief whip: Dara Calleary[1] (FF, do lipca 2020), Jack Chambers (FF, od lipca 2020)
- Minister stanu w departamencie transportu (od kwietnia 2021 również w departamencie sprawiedliwości): Hildegarde Naughton[1] (FG)
- Minister stanu w departamencie rolnictwa: Pippa Hackett[1] (GP)
- Prokurator generalny: Paul Gallagher[1]